# Thomas Harriot
Thomas Harriot (Oxford, 1560 — Londres, 2 de julho de 1621) foi um matemático algebrista e astrônomo inglês, fundador da escola inglesa de álgebra e introdutor de vários símbolos e notações empregados em álgebra ainda hoje, como os sinais > (maior que) e < (menor que).
Após sua graduação na Universidade de Oxford, Harriot viajou para as Américas em expedições coordenadas por Raleigh, e em seu retorno trabalhou para o Conde Henry Percy. Na casa do Conde, tornou-se um prolífico matemático e astrônomo a quem a teoria da refração é atribuída.
Embora Harriot tenha trabalhado extensivamente em numerosos artigos sobre astronomia, matemática e navegação, a quantidade de trabalho que ele realmente publicou foi extremamente escassa, saber, apenas The Briefe e True Report of the New Found Land of Virginia. Este livro inclui descrições dos assentamentos ingleses e questões financeiras na Virgínia na época. Ele às vezes é creditado com a introdução da batata nas Ilhas Britânicas. Harriot foi a primeira pessoa a fazer um desenho da Lua através de um telescópio, em 26 de julho de 1609, mais de quatro meses antes de Galileu Galilei. As realizações de Harriot permaneceram obscuras por séculos simplesmente porque ele não publicou nenhum de seus resultados.

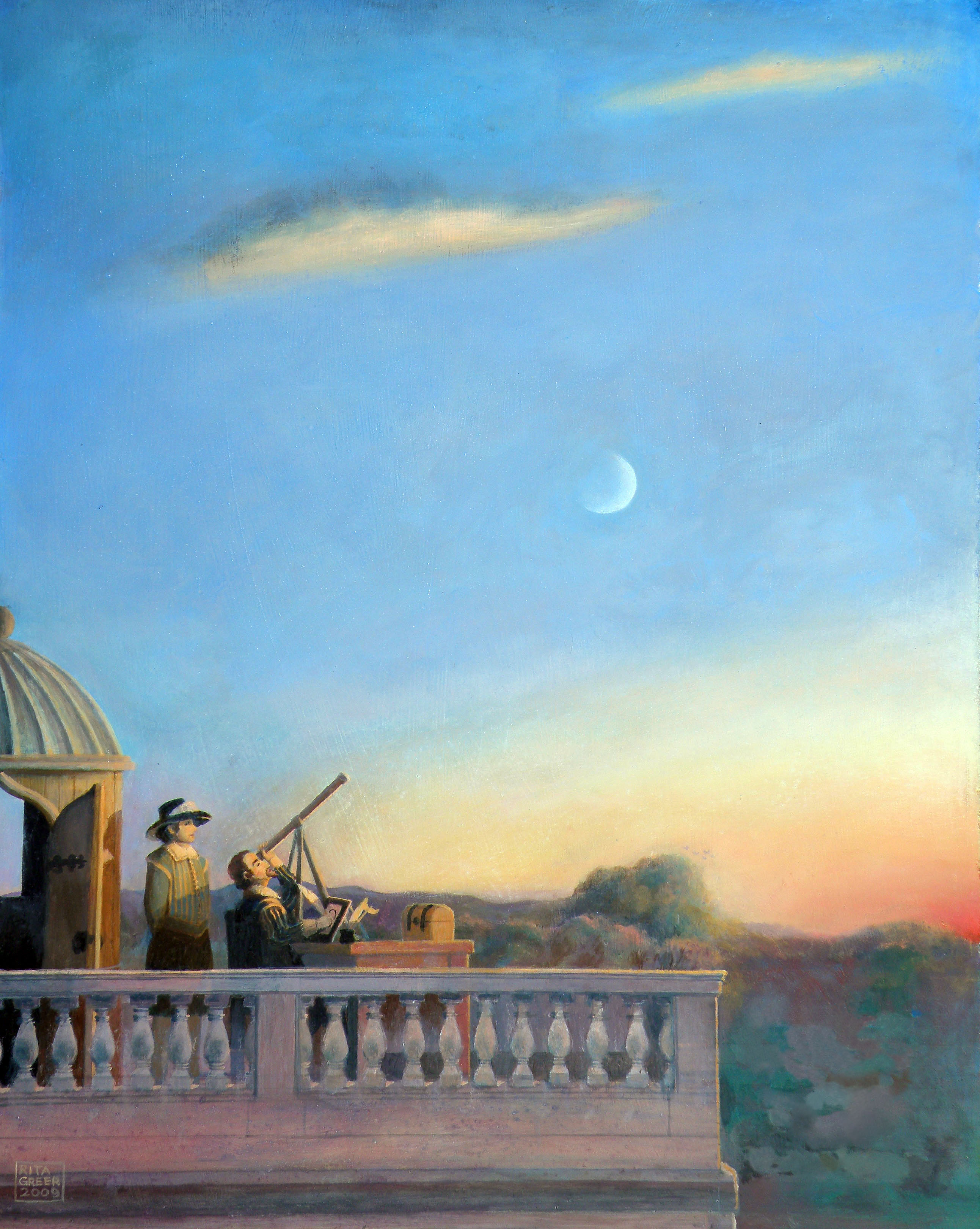
Thomas Harriot observando a Lua através de seu telescópio em Syon Park

## Biografia
Nascido em 1560 em Oxford, Inglaterra, Thomas Harriot frequentou as aulas da St Mary Hall, na Universidade de Oxford. Seu nome aparece no registro da escola que remonta a partir de 1577. Após concluir sua graduação em Oxford em 1580, Harriot foi contratado por Walter Raleigh como matemático tutor; ele usou seus conhecimentos sobre astronomia e astrologia para proporcionar idéias de navegação. Harriot também ficou envolvido na concepção dos navios da Raleigh e serviu também como contador dela. Durante esse tempo, escreveu um tratado sobre navegação anterior à sua expedição com Raleigh.

### Expedição às Américas
Harriot realizou apenas uma expedição, em torno de 1585-86, e passou algum tempo no Novo Mundo visitando a costa da Carolina do Norte. Ele publicou Brief and True Report of the New Found Land of Virginia (1588), relato provavelmente escrito em 1587, acerca dessa viagem. O relatório contém relatos de que os americanos encontrados na expedição se revelaram muito influentes aos exploradores e colonos ingleses. 
Como consultor científico durante a viagem, Harriot foi convidado por Raleigh para encontrar a forma mais eficiente de empilhar as bolas de canhão sobre o convés do navio. Daí surge sua teoria sobre o fechamento de empacotamento de esferas, que se revela de uma tal semelhança à moderna teoria atômica que, mais tarde, estudiosos viriam a dizer que ele já supunha a teoria em sua época. Sua correspondência sobre a óptica de Johannes Kepler, onde ele descreveu algumas de suas próprias idéias, mais tardia influenciariam a conjectura de Kepler.  

## Telescópio e mapeamento lunar

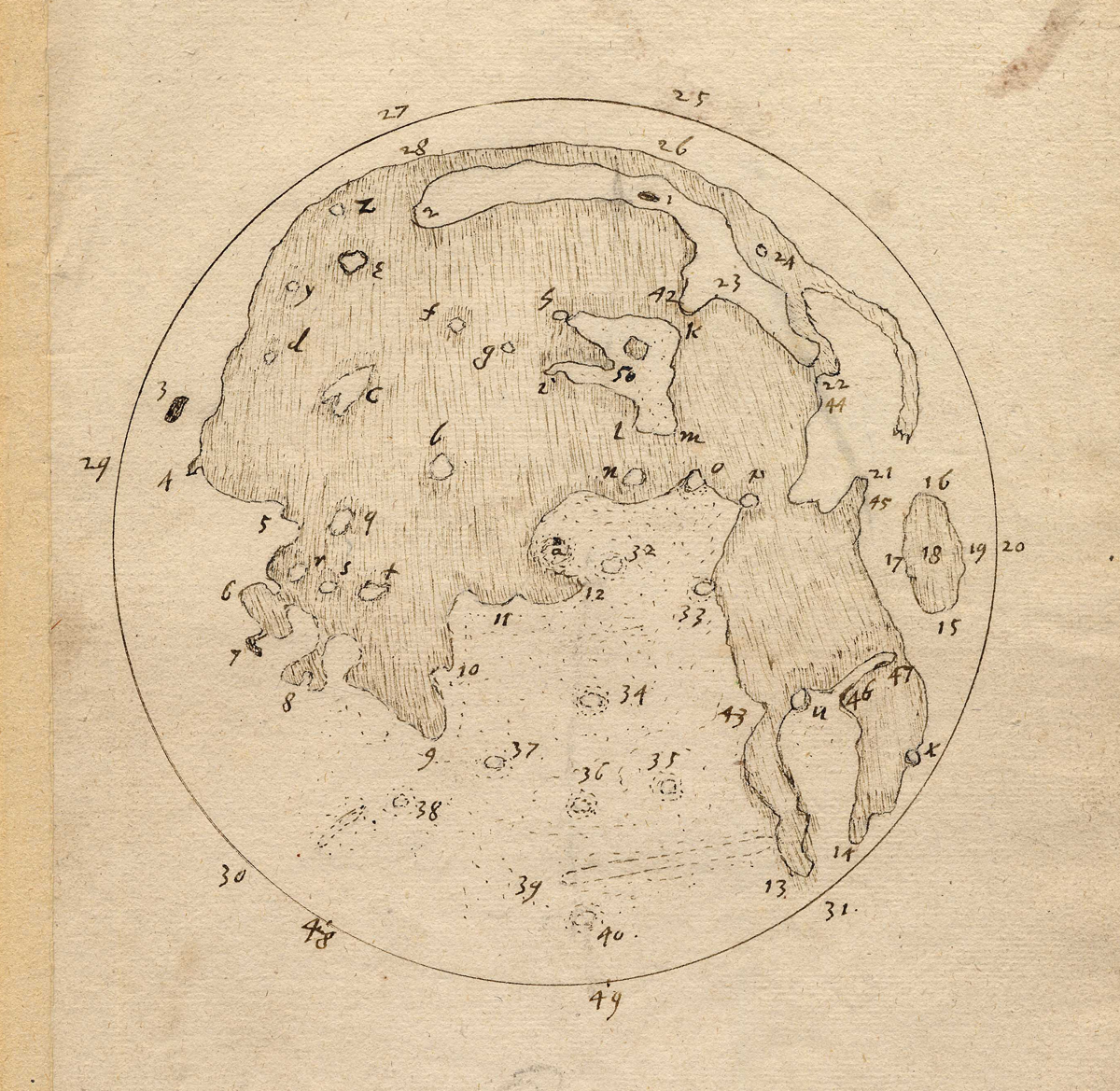
Ilustração de Harriot da Lua de 1609.

Os desenhos de 26 de julho de 1609 de Harriot de suas observações da Lua foram anotados como as primeiras observações telescópicas registradas já feitas, precedendo a observação de Galileo Galilei em 30 de novembro de 1609 em mais de quatro meses. Os desenhos de Galileu, que foram as primeiras observações a serem publicadas, continham maiores detalhes, como a identificação de características anteriormente desconhecidas, incluindo montanhas e crateras. Harriot desenhou incorretamente o quão longe a lua crescente seria iluminada ao redor de seu limbo, desenhou incorretamente a posição das crateras, e não desenhou os detalhes de relevo que alguém veria ao longo do terminador luz / escuridão da lua . Críticos, como Terrie Bloom, acusaram Harriot de plagiar representações diretamente das obras de Galileu e argumentaram que a representação de Harriot da Lua era uma representação inadequada que precisava ser melhorada. No entanto, ambas as descrições também foram consideradas valiosas devido aos cientistas se concentrarem em diferentes observações específicas. Galileu descreve o arranjo de uma forma topográfica, enquanto Harriot usou conceitos cartográficos para ilustrar suas vistas da lua. Harriot usou um telescópio holandês 6X para suas observações da lua. As gravações e descrições de Harriot eram muito simples com detalhes mínimos, fazendo com que seus esboços fossem difíceis de analisar por cientistas posteriores. As observações astronômicas de Galileu a respeito da Lua foram publicadas em seu livro Sidereus Nuncius em 1610 e as observações de Harriot foram publicadas em 1784 com algumas não vindo à tona até 1965. Presume-se que a falta de publicação de Harriot esteja ligada aos problemas com o Nono Conde de Northumberland e a Conspiração da Pólvora. Harriot também era conhecido por ter lido e admirado o trabalho de Galileu em Sidereus Nuncius. Harriot continuou suas observações da Lua até 1612.

## Manchas solares
Thomas Harriot é reconhecido como a primeira pessoa a observar manchas solares em 1610 com o uso de um telescópio. Harriot observou a mancha solar com o uso de um telescópio de forma direta e perigosa. Embora Harriot tenha observado o sol diretamente através de seu telescópio, não houve registros de ferimentos em seus olhos. A descrição de Harriot das manchas solares foi documentada em 199 desenhos que forneciam detalhes sobre a rotação solar e sua aceleração. Como muitas das outras notas de Harriot, as representações das manchas solares não foram publicadas. Semelhante à observação inicial da Lua, Galileu também era conhecido por contribuir com suas observações de manchas solares e publicou suas descobertas em 1613. Os detalhes de como o telescópio de Harriot foi montado permanecem em grande parte desconhecidos.  No entanto, sabe-se que Harriot usou diferentes ampliações de telescópios com 10X e 20X de potência sendo usados com mais frequência. Harriot escolheu observar as manchas solares após o nascer do sol porque tornava a vertical mais fácil de analisar.  De acordo com as notas de Harriot, houve um total de 690 observações de manchas solares registradas. As descobertas de Harriot desafiaram a ideia dos céus imutáveis, explicando a rotação axial do Sol e fornecendo suporte adicional para a teoria heliocêntrica. 

## Últimos anos
Harriot dedicou-se a trabalhar para o Conde Henry Percy, com quem residiu no Syon House. Por conta de seu envolvimento com a família do Conde, Harriot começou a perder patrocinadores e ser interrogado e detido pela polícia, mas liberado em breve. 

## Morte
Em 1615 ou 1616, Harriot escreveu a um amigo com conhecimentos médicos que poderia estar com uma eclosão de úlcera cancerosa no lábio. A úlcera progrediu até 1621, quando ele foi morar com um amigo chamado Thomas Buckner, em cuja casa morreu. Algumas fontes (citadas mais abaixo) dizem que Harriot morreu por conta de um cancro no nariz, enquanto que aparentemente dá-se que ele morreu de câncer de pele. Ele faleceu em 2 de julho de 1621. 

## Legado
Suas observações datadas de agosto de 1609 e outras posteriores podem ter sido a primeira utilização de um telescópio para a astronomia. Ele foi o primeiro homem a tentar mapear a Lua (mas seu mapa ficou inédito até 1965), e a observar manchas solares, em dezembro de 1610.
Harriot também estudou a óptica e a lei da refração e, aparentemente, também estudou a lei de Snell-Descartes vinte anos antes de Snell elaborá-la, mas, assim como muitas de suas obras, essa permaneceu inédita. Na Vírginia, aprendeu a língua algonquina, que pode ter causado algum efeito em seu pensamento matemático. Fundou durante sua vida a "Escola Inglesa" de Álgebra. 
As realizações de Harriot permanecem um tanto obscuras, porque ele não publicou nenhum de seus resultados e também porque muitos de seus manuscritos foram perdidos; os que sobreviveram até hoje estão abrigados no Museu Britânico e nos arquivos da família de Percy.
Harriot também é famoso por sua introdução na matemática dos sinais > (maior que), e < (menor que).